# GPON
ITU-T G.984 是实现千兆PON（Gigabit Passive Optical Network，GPON）的一系列标准。它通常用于光纤入户（fibre-to-the-premises，FTTP）的最后一公里。
GPON 对光介质和用于接入的硬件提出了要求，并定义了以太网帧转换为光信号的方式，以及该信号的参数。OLT（光线路终端）与 ONT（光网络终端）之间的单条连接带宽为下行 2.4 Gbit/s、上行 1.2 Gbit/s，少数情况下为对称的 2.4 Gbit/s，并通过由标准定义的时分多址（TDMA）协议在最多 128 个 ONT 之间共享。GPON 规定了错误纠正（Reed–Solomon）和加密（AES）协议。GPON 还定义了一种线路控制协议（OMCI），其中包括认证（GPON 序列号和/或 PLOAM 密码）。与此前拓扑更简单的 EPON 标准不同，GPON 通过 OMCI 将以太网数据包封装到虚拟 GEM 端口、TCONT 队列和 VLAN ID 中。
GPON 所使用的光纤电缆和连接器类型并没有严格规定，但通常采用 SC/APC 连接器。
主要的光信号发射端称为光线路终端（OLT），位于电信运营商的机房内。OLT 内的激光器会将光子从机房发送到由玻璃和塑料组成的光纤电缆中，最终终止于无源光分路器。分路器会将来自机房的单一信号分成多个信号，可发送给多达 64 位用户。单个激光器服务的用户数量由运营商的网络设计标准决定，运营商也可以选择将用户数减少到 32 个。此外，运营商还可以选择进行两级分光，例如先分为 8 路，然后在更远的线路上再次分光。中央机房与用户站点之间的最大距离可达 20 公里，但为了保持较高的服务质量，运营商通常会将其限制在 16 公里以内。
与 ADSL 技术不同，ADSL 在机房与家庭之间的距离增加时会出现性能下降，距离超过 3 公里时信号损失严重；而光纤机房可以覆盖高达 16 公里范围。